# Surfactina

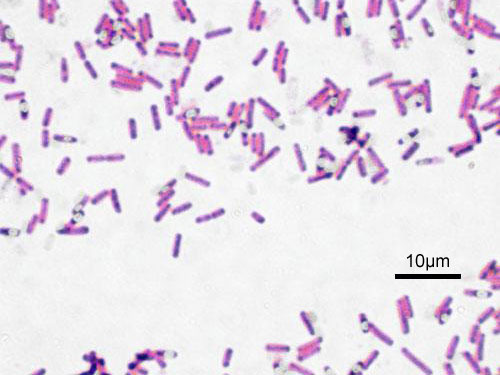
Bacillus subtilis corados pelo método de Gram

Surfactina é um lipopeptídio surfactante produzido pela bactéria Bacillus subtilis. É dos mais poderosos biossurfactantes conhecidos, tendo a capacidade de reduzir a tensão superficial da água de 72 para 27 mN/m mesmo em baixas concentrações. Possui um das menores CMC dentre os biossurfactantes.
Devido à sua elevada atividade superficial aliada à sua biodegradabilidade e baixa toxidez, é um dos mais estudados biossurfactantes sendo, portanto, apontado com potencial insumo para diversas setores industriais, ambientais, agrícolas e saúde.
Além da surfactinas, outros lipopeptídeos são produzidos pelo Bacillus subtilis e diversas outras espécies de bactérias do gênero Bacillus, entre estas estão a iturina, fengicina e liquenisina.

## Estrutura
A estrutura da surfactina consiste em um anel composto por sete aminoácidos (L-asparagina, L-Leucina, L-Glicina, L-Leucina, L-Valina e duas D-Leucinas) ligado por uma ligação lactona a uma cadeia de ácido graxo beta-hidróxi, cuja cadeia pode variar de 13 a 15 átomos de carbono. O principal ácido graxo conjugado é o ácido 3 hidróxi-13-metil-tetradecanóico. Sua massa molecular é de, aproximadamente 1000 Da. A surfactina natural é uma mistura de isoformas as quais diferenciam-se levemente entre si em suas características físico-químicas.

## Propriedades Biológicas
Diversas propriedades biológicas foram identificadas entre elas destacam-se:
- Antibiótico
- Antiviral
- Antifúngico
- Antimicoplasmático
- Hemolítico